# فریتس اولمان
فریتس اولمان(به آلمانی: Fritz Ullmann) (۱۸۷۵-۱۹۳۹) شیمیدان آلمانی بود که دانشنامه شیمی صنعتی اولمان توسط وی تالیف گردید.